# Andrzej Przylipiak
Andrzej Feliks Przylipiak – polski naukowiec, lekarz, profesor doktor habilitowany nauk medycznych.

## Życiorys
W 1978 ukończył kierunek lekarski. W 1984 pod kierunkiem doc. dra hab. Włodzimierza Buczko z Zakładu Farmakodynamiki Akademii Medycznej w Białymstoku obronił pracę doktorską "Niektóre właściwości biochemiczne i cytostatyczne polipeptydowych produktów autolizy komórek nowotworu Ehrlicha u myszy" uzyskując stopień naukowy doktora nauk medycznych. W 1991 na podstawie osiągnięć naukowych i złożonej rozprawy "Udział niektórych metabolitów kwasu arachidonowego w mechanizmie wydzielania hormonu luteinizującego" uzyskał stopień naukowy doktora habilitowanego nauk medycznych. Posiada specjalizację z dermatologii i wenerologii.
Od 2010 pełni funkcję kierownika Samodzielnej Pracowni Medycyny Estetycznej UMB. Wcześniej pracował na Wyższej Szkole Medycznej w Białymstoku.
W 2019 roku uzyskał tytuł profesora nauk medycznych.

## Publikacje
- Podstawy medycyny estetycznej: podręcznik dla studentów kosmetologii. Przylipiak Andrzej (red.). Białystok: Uniwersytet Medyczny w Białymstoku, 2014. ISBN 978-83-937785-4-6. Brak numerów stron w książce